# Pëtr Andreevič Kikin
Pëtr Andreevič Kikin, in russo Пётр Андреевич Кикин? (Alatyr', 27 dicembre 1775 – San Pietroburgo, 18 maggio 1834), è stato un militare, filantropo e nobile russo.

## Biografia

### I primi anni e la carriera militare

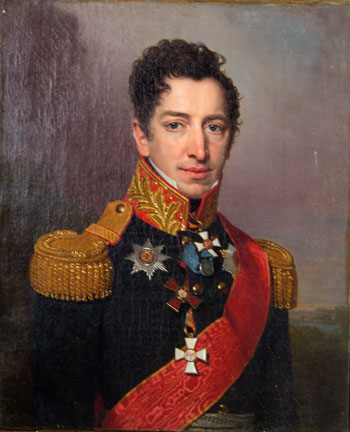
Ritratto di Pëtr Andreevič Kikin d'inizio Ottocento

Discendente da una famiglia di nobili origini, Pëtr Andreevič Kikin nacque in una famiglia numerosa composta da dodici figli, rampollo del maggiore in pensione Andrej Ivanovič Kikin (1747-1790) e di sua maria Marija Fëdorovna Ermolova (1754-1819), zia del generale Aleksej Petrovič Ermolov. Al battesimo ricevette il nome Bartolomeo, che non usò mai in vita sua, preferendogli quello di Pëtr.
Studiò privatamente, poi passò ad un collegio e infine all'università di Mosca. Iniziò il proprio servizio militare come giovane ufficiale nel reggimento della guardia "Semënovskij" dove venne arruolato all'età di dieci anni col grado di sergente. Prese parte in tale veste alla guerra russo-turca.
Dal 1802, divenne aiutante dei generali Michel'son, Mejendorf, Prozorovskij e dello stesso zar Alessandro I di Russia. Durante la guerra del 1812, ottenuto il grado di colonnello, entrò nello stato maggiore e, una volta promosso generale, ottenne il comando della 1ª armata impegnata in occidente. Prese parte alla battaglia di Valutina Gora (dove venne ferito ad un occhio), Borodino (dove ferito durante un contrattacco sul Kurgan), ed a quella di Krasnyj. Prese parte alle campagne dell'esercito russo del 1813-1814; il 5 febbraio 1813 venne insignito dell'Ordine di San Giorgio di III grado per il coraggio dimostrato. Nel contempo ottenne il comando di una brigata e si distinse nella battaglia di Lützen, ottenendo ulteriori prestigiosi riconoscimenti. Tornato in Russia dopo la vittoria all'assedio di Parigi, decise di lasciare il servizio militare.

### Dopo il servizio militare
Secondo i contemporanei, Kikin in gioventù era stato un ragazzo spiritoso, francofilo e socialité. Tuttavia pare che il suo incontro con l'ammiraglio Aleksandr Semënovič Šiškov l'avesse cambiato radicalmente. Fu così rapito dal "Discorso sulle vecchie e nuove sillabe" pubblicato da Šiškov che da subito decise di entrare nei suoi circoli letterari. A Šiškov confidò in una lettera del dicembre del 1812 i suoi sentimenti patriottici e il suo desiderio di erigere una chiesa per commemorare la vittoria dell'esercito russo su Napoleone: "Il mio cuore è pieno di gratitudine verso Dio, unico nostro salvatore. Chi non sentirebbe il bisogno di commemorare la gratitudine della Sua misericordia che ci ha assistito chiaramente? [...] Dio con l'aiuto della fede e dello spirito del nostro popolo ci ha salvati. Grazie a Lui e pertanto questo monumento apparterrebbe a lui! [...]". In questo progetto venne sostenuto da Gabriel Deržavin, Ivan Krylov, Dmitrij Pisarev, Alexander Vitberg e dallo stesso zar Alessandro I che fece voto il 25 dicembre 1812 di erigere una chiesa a Mosca con tale intento. Solo 5 anni dopo, il 12 ottobre 1817, ad ogni modo, venne presentato ufficialmente il primo progetto ed il 22 settembre 1839 ebbe luogo la solenne posa della prima pietra della cattedrale di Cristo Salvatore.
Nel 1816, su richiesta personale dello zar Alessandro I, il conte Aleksej Andreevič Arakčeev pregò Kikin di riprendere il servizio, e venne per questo nominato Segretario di Stato. In questo incarico, si distinse per la sua immediatezza e fermezza; se era convinto che una decisione presa dallo zar su un caso non fosse corretta, non esitava a farglielo presente.
Nel 1820 assieme al principe Ivan Alekseevič Gagarin ed a Aleksandr Ivanovič Dmitriev-Mamonov, fondò la Società per l'incoraggiamento degli artisti, chiamata "ad aiutare gli artisti che si impegnano col loro talento e le loro capacità a diffondere le belle arti con tutti i mezzi possibili". Kikin è divenuto il primo presidente nonché tesoriere della Società. Fornì personalmente assistenza filantropica e sostegno ai fratelli Černecov, ai fratelli Brjullov (Karl e Aleksandr), a Aleksej Gavrilovič Venecianov ed a Aleksandr Andreevič Ivanov.
Kikin si impegnò anche nel campo dell'agricoltura dedicandosi alla gestione della sua tenuta di Alešnja, acquisita nel 1825 dalla ricca suocera E.V. Torsukova della quale si prese cura negli ultimi anni di vita. Prese parte attiva agli affari della Società di agricoltura di Mosca, pubblicando numerosi articoli su questioni agricole, promuovendo il metodo Murav'ëv per falciare i cereali e sperimentò nuovi metodi per la conciatura delle pelli di pecora. Dopo il suo ritiro a vita privata nel 1826, il senatore Kikin si dedicò interamente alle attività agricole ad Aleshna, impegnandosi attivamente anche per il miglioramento delle condizioni dei contadini russi.

## Matrimonio e figli

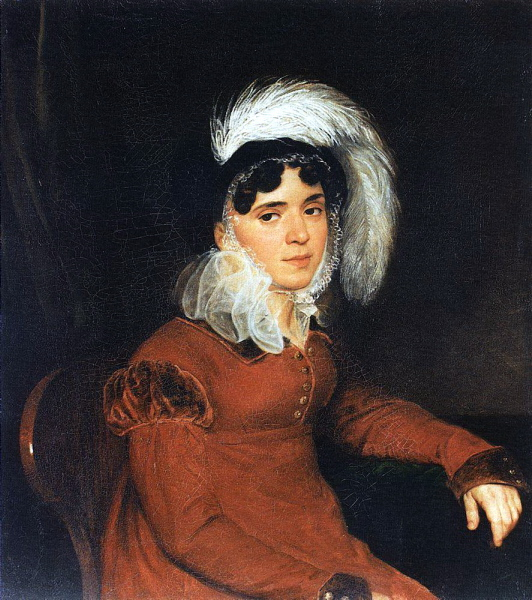
Ritratto di Maria Ardalionovna Torsukova

Kikin sposò il 27 settembre 1814 Marija Ardalionovna Torsukova (1787-1828), figlia del generale A. A. Torsukov e di sua moglie, E. V. Perekusichina. La coppia ebbe i seguenti figli:
- Varfolomej (m. 21 novembre 1882), sposò la principessa Natal'ja Grigorievna Golicyna (senza eredi)
- Marija (1816-1856), sposò nel 1840 il principe Dmitrij Petrovič Volkonskij (1805-1859), figlio del principe e generale Pëtr Michajlovič Volkonskij
- Una figlia (nata e morta nel 1818)